# Коле Троја (Терамо)
Коле Троја (итал. Colle Troia) је насеље у Италији у округу Терамо, региону Абруцо.
Према процени из 2011. у насељу је живело 38 становника. Насеље се налази на надморској висини од 226 м.